# دوباره انجامش دادم
«دوباره انجامش دادم» تک‌آهنگی از هنرمند اهل کلمبیا شکیرا است.
این تک‌آهنگ در چارت بهترین ترانه های سبک دنس در رتبه اول قرار گرفت.